# 西宮記
西宮記（さいきゅうき/せいきゅうき/さいぐうき）は、平安時代に源高明によって撰述された有職故実・儀式書。

## 概要
高明は醍醐天皇の皇子として生まれ、臣籍降下の後に左大臣に昇りながら、安和の変で大宰府に左遷されたことで知られており、『源氏物語』の光源氏のモデルの1人とも言われている。高明邸が当時では珍しく西宮（右京）側にあったことから、「西宮左大臣」の異名で呼ばれ、書名の由来となった。
本書の執筆年代は不明であるが、動機の1つとして安和の変の際にともに大宰府に送られた息子源俊賢に有職故実を伝授するために執筆されたとする見方もある。何度か増補・校訂が行われたらしく、初稿本・再稿本などが存在し、更に高明没後にも後一条天皇の時代に整理・加筆された（源経頼説がある）部分があり、内容・構成が違う3種類以上の系統の本があったとみられている。更に書写の途中で他の書の内容の混入や重複した記述も行われたと見られる。そのため、巻数が様々で記録では4巻・10巻・15巻・16巻などと伝えられているが、現存本には17巻・18巻本なども存在している。なお、15巻本が高明による原撰本と考えられているが現存せず、本文を整理して代わりに勘物などを充実させた10巻本が流布本として広く知られていた。
基本的な構造としては、毎年の恒例行事を1月から12月まで月ごとに配列した「恒例」と臨時に発生する行事について記した「臨時」に分けられ、個々の記述は割注を含めた「本文」と多くの文献の引用などによって出典を示した多数の頭書・傍書・裏書などからなる「勘物」から構成されている。10世紀の宮中儀式の内容とその由来ついて詳細に知るための根本史料として重要である。
現在知られている古写本としては、尊経閣文庫蔵書の巻子本18巻（恒例7巻・臨時10巻・目録1巻、ただし恒例1巻・臨時4巻は重複）、東山御文庫蔵書の巻子本3巻（恒例1月分1巻、臨時2巻）、宮内庁書陵部蔵書の巻子本17巻（恒例8巻・臨時9巻、ただし恒例・臨時のうちそれぞれ2巻は江戸時代の写本）などが知られている。

## 刊本
- 『史籍集覧』近藤瓶城、1902　臨川書店
- 『西宮記 前田本』育徳財団　1928
- 『故実叢書』吉川弘文館、1929　明治図書出版
- 『神道大系 朝儀祭祀編 2 西宮記』土田直鎮,所功校注 神道大系編纂会 1993
- 『西宮記 尊経閣善本影印集成』八木書店　1993-85
- 『西宮記』宮内庁書陵部本影印集成 八木書店、2006-07